# Assistente virtuale

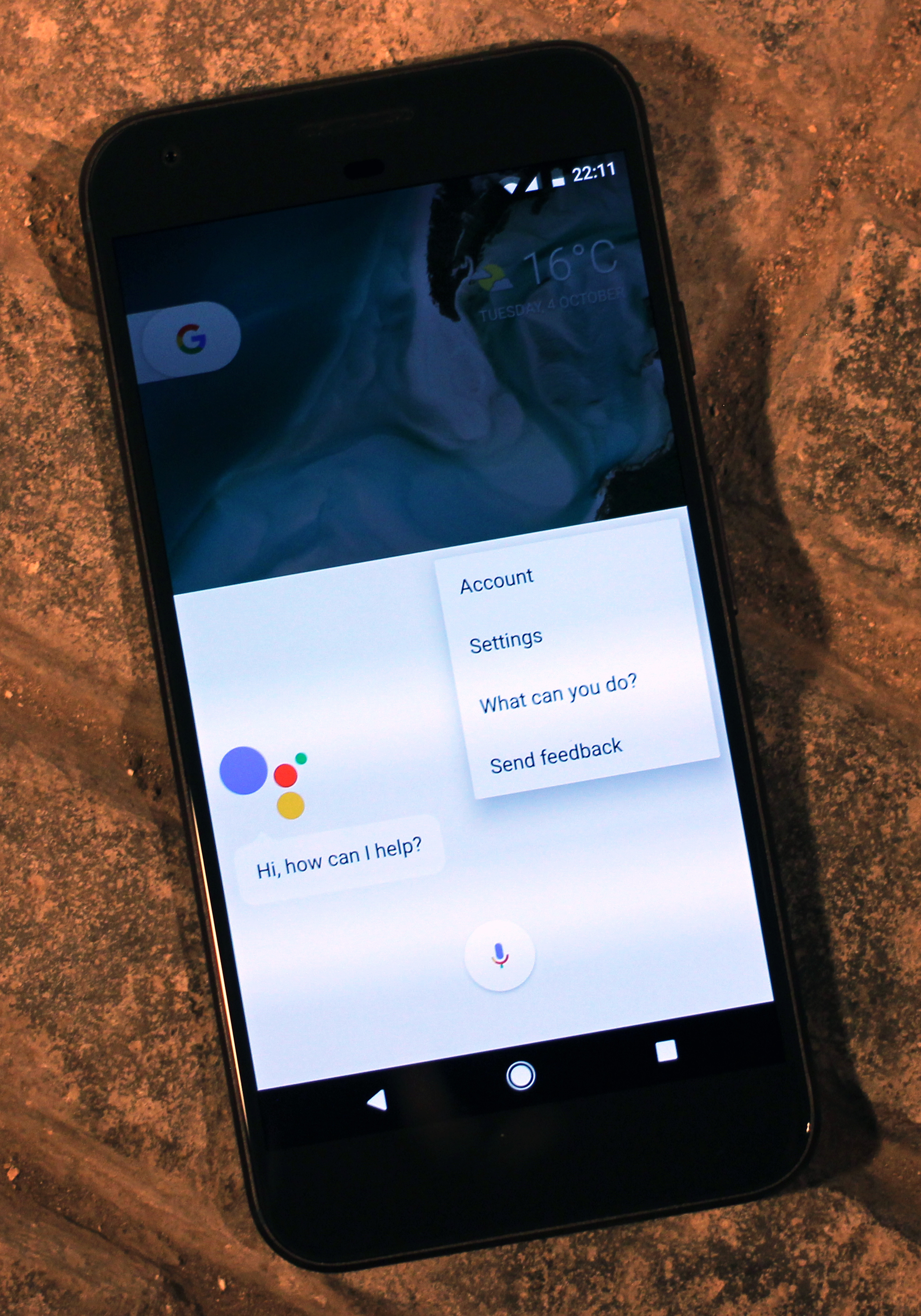
Google Assistant su Google Pixel XL, esempio di assistente virtuale

Un assistente virtuale è un software che elabora il linguaggio naturale (Natural Language Processing) e, se opportunamente addestrato, può dialogare con degli interlocutori umani allo scopo di fornire informazioni o compiere determinate operazioni. Il termine Chat bot è utilizzato anche per riferirsi agli assistenti virtuali generalmente o specificamente accessibili tramite una chat. In altri casi invece i programmi messagistici sono esclusivamente utilizzati per scopi intrattenenti. Alcuni assistenti virtuali possono interpretare il linguaggio umano e rispondere attraverso voci sintetizzate. Gli utenti possono porre domande ai loro assistenti, controllare i dispositivi domotici, riprodurre un contenuto multimediale tramite la voce, gestire attività quotidiane come l'email, le liste e i calendari con comandi vocali. Un concetto simile, viene applicato ai sistemi di dialogo, con alcune differenze rispetto a quest'ultimi.
Dal 2017, le funzioni e l'utilizzo degli assistenti virtuali si stanno espandendo rapidamente, nuovi prodotti che entrano nel mercato e una forte enfasi sulle interfacce utente e-mail e vocali. Google e Apple hanno implementato i rispettivi assistenti vocali sui loro smarthphone per i propri clienti. Microsoft ha implementato il suo assistente vocale basato su Windows per personal computer, smathphone e altoparlanti intelligenti. Amazon invece ha implementato il suo assistente negli altoparlanti intelligenti. Conversica ha raggiunto oltre i 100 milioni di impegni, tramite il suo assistente virtuale per le imprese.

## Descrizione

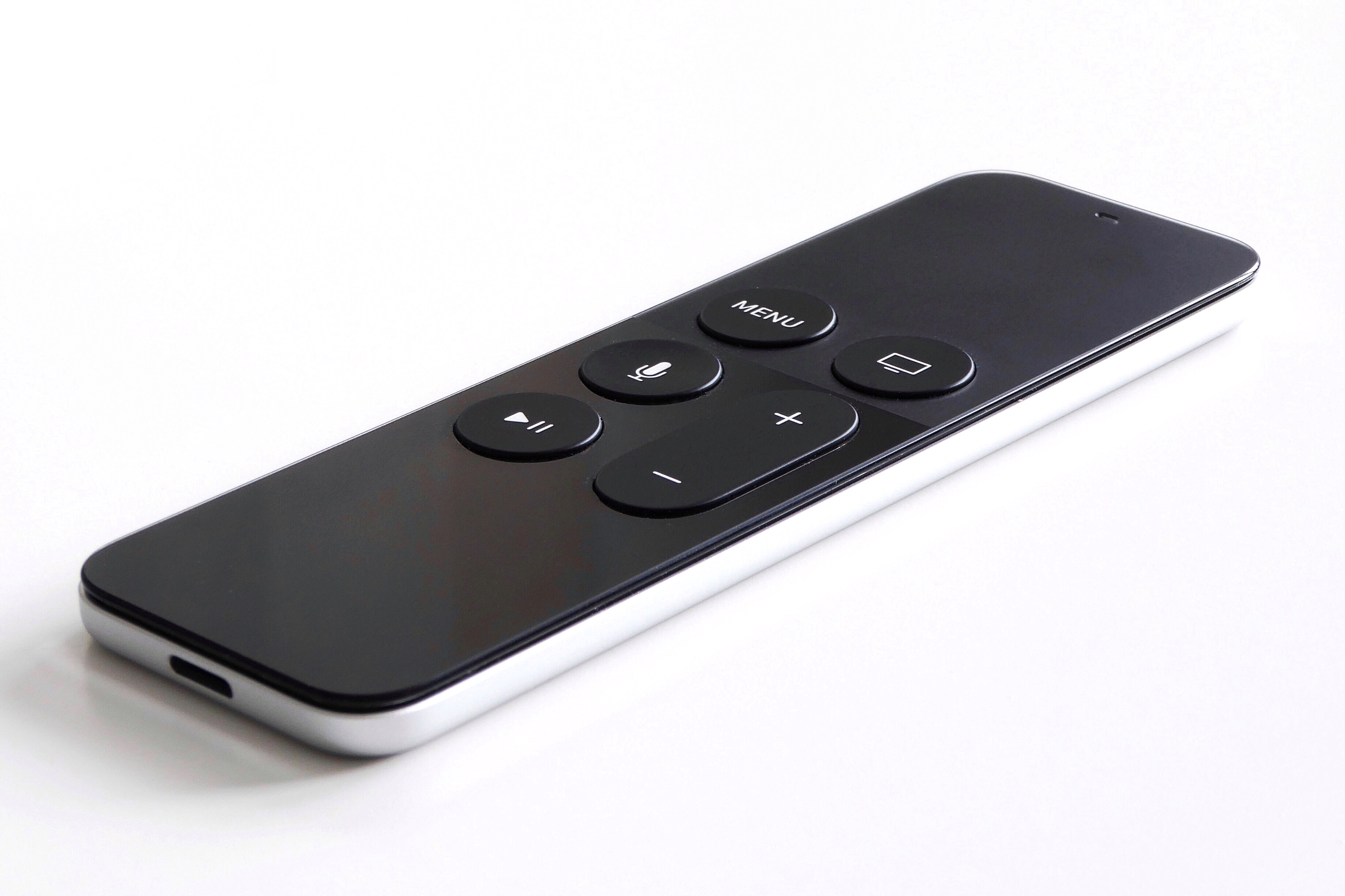
Telecomando della Apple TV, con integrato l'assistente virtuale Siri

L'assistente virtuale può essere usato in vari ambiti, come all'interno di siti Internet per facilitare la navigazione degli utenti o come assistente personale in dispositivi mobili.
l termine Assistente Virtuale o VA (dall'inglese Virtual Assistant) si riferisce anche a una persona che svolge le mansioni di una segretaria o assistente in forma remota, da casa o da un ufficio, ma che non è presente fisicamente nell'ufficio della persona a cui presta tali servizi.
È una forma innovativa di lavoro, nata negli USA negli anni novanta e che si sta imponendo soprattutto in quei contesti in cui sia necessario ridurre i costi e quindi non avere una segretaria inquadrata come dipeIndente fissa, ma poter allo stesso tempo usufruire di servizi di segreteria on demand, pagando solo per i servizi realmente forniti.

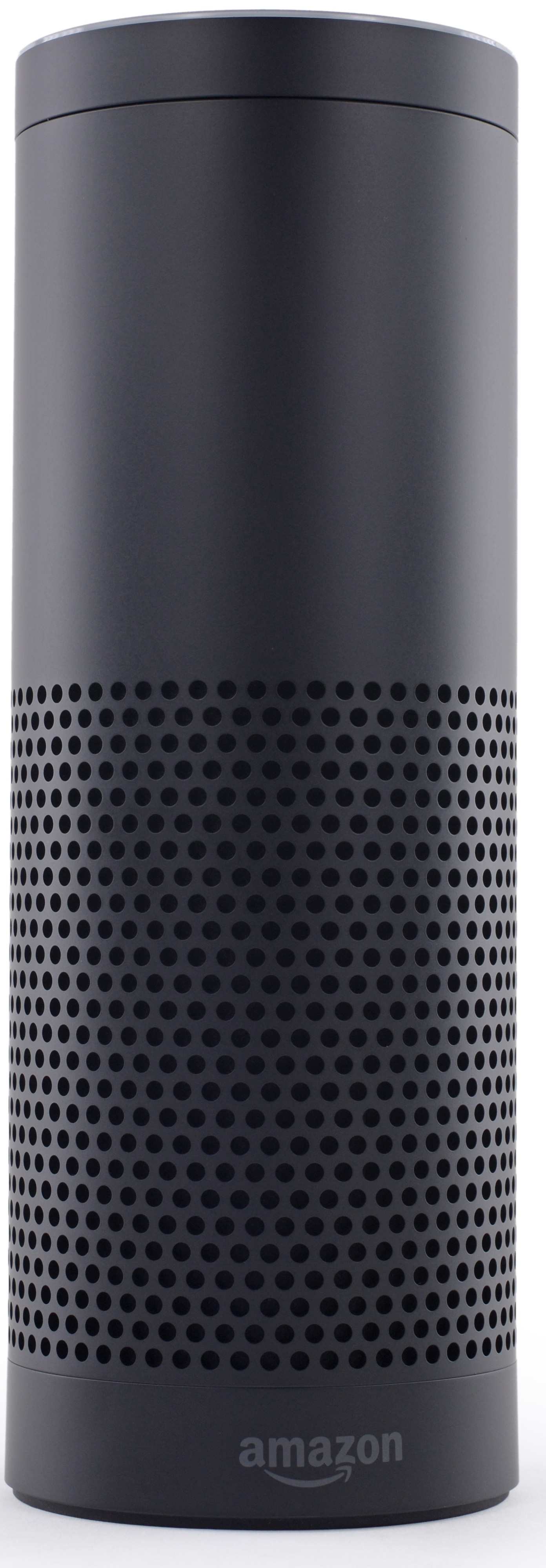
Amazon Echo, l'altoparlante intelligente, con integrato l'assistente virtuale Alexa

## Storia
Radio Rex, pubblicato nel 1911 è stato il primo giocattolo ad utilizzare un comando vocale. Era un cane che usciva dalla sua cuccia quando veniva nominato il suo nome.
Nel 1952, Bell Labs presentò Audrey, una macchina di riconoscimento automatico delle cifre. Esso occupava 6 rack, il consumo di corrente era notevole, nonostante avesse un buon flusso di cavi, presentava numerosi problemi lato manutenzione dovuti ai circuiti a valvole complessi. Era in grado di riconoscere i discorsi e i fonemi. Era limitato dal riconoscimento accurato e preciso delle cifre pronunciate dagli oratori. Poteva essere utilizzato anche nella composizione vocale, ma nella maggior parte dei casi veniva adoperato nella composizione a pulsante, quest'ultima era più economica e più rapida.
Nel 1962, un altro strumento che ha permesso il riconoscimento vocale fu il IBM Shoebox, un calcolatore che si attivava vocalmente, fu presentato alla Expo 1962 dalla IBM, dopo un suo primo tentativo di introdursi nel mercato già un anno prima. Questo calcolatore era capace di riconoscere 16 parole mentre le cifre da 0 a 9, fu sviluppato quasi 20 anni prima dell'introduzione del IBM Personal Computer nel 1981.
Il primo programma per l'elaborazione del linguaggio naturale o chat bot è ELIZA, sviluppata dal professore Joseph Weizenbaum negli anni sessanta. È stata creata per dimostrare che la comunicazione tra l'uomo e la macchina era superficiale. ELIZA utilizzava il pattern matching e una metodologia sostitutiva, simulando una conversazione e dando l'illusione che il programma avesse compreso.
La segretaria di Weizenbaum chiese a Joseph di lasciare la stanza, in modo che lei ed ELIZA potessero avere una vera conversazione. Weizenbaum rimase talmente sorpreso da tutto ciò, scrisse successivamente "Non mi ero reso conto... che esposizioni estremamente brevi ad una macchina relativamente semplice, potrebbero indurre un potente pensiero delirante in persone comuni".
Questo avvenimento prese il nome di effetto ELIZA, la tendenza ad assumere inconsciamente comportamenti informatici analoghi ai comportamenti umani; cioè, l'antropomorfizzazione, un fenomeno presente negli assistenti virtuali moderni.
Il prossimo traguardo significativo nello sviluppo del riconoscimento vocale fu raggiunto negli anni settanta all'Università Carnegie Mellon di Pittsburgh in Pennsylvania, con il sostegno del Dipartimento della difesa degli Stati Uniti d'America e della sua agenzia DARPA incaricata allo sviluppo di nuove tecnologie militari. La durata della ricerca sulla comprensione linguistica durò cinque anni, con l'obbiettivo prefissato di raggiungere un vocabolario minimo di 1.000 parole. Alcune aziende e accademie statunitensi, inclusi IBM e l'Università di Stanford parteciparono al progetto.
Negli anni novanta, la tecnologia di riconoscimento vocale divenne una caratteristica integrante del personal computer, grazie alle aziende IBM e Philips. Il lancio nel mercato del primo smarthphone della storia, il Simon, gettò le basi per i futuri assistenti virtuali che conosciamo oggi.
Nel 2001, Colloquis pubblicò una chat bot chiamata SmarterChild, su piattaforme come AOL Instant Messenger e MSN Messenger. Nonostante SmarterChild fosse completamente basato sul testo, era in grado di eseguire dei giochi, controllare il meteo, cercare fatti e conversare con altri utenti.
Il primo assistente virtuale moderno installato su uno smartphone, fu Siri, integrata nel iPhone 4S presentato il 4 ottobre 2011. Apple sviluppò Siri dopo l'acquisizione nel 2010 di Siri Inc., uno spin-off della SRI International, un istituto di ricerca e sviluppo finanziato dalla DARPA e dal Dipartimento della difesa degli Stati Uniti d'America. Inizialmente i compiti che doveva svolgere l'assistente erano semplici azioni come l'invio di un messaggio, fare telefonate, controllare il meteo o impostare un allarme. Nel corso del tempo, le attività e le funzioni che l'assistente poteva eseguire furono migliorate e ampliate fino a fornire delle raccomandazioni sui ristoranti, fare una ricerca su internet oppure fornire indicazioni stradali.
A novembre 2014, Amazon annunciò il suo altoparlante intelligente Echo, con integrata la sua assistente virtuale Alexa. Ad aprile 2017, Amazon pubblicò Lex, un servizio per la creazione di interfacce conversazionali per qualsiasi tipo di applicazione.

## Metodi interattivi
La maggior parte degli assistenti virtuali sono capaci di:
- Elaborare un testo; inclusi la chat online (es. applicazioni di messaggistica istantanea), SMS, email o altri canali di comunicazione basati sul testo.[25]
- Elaborare l'audio: con Amazon Alexa sul dispositivo Echo,[26] Siri sui dispositivi iOS e Assistente Google per i dispositivi Android.
- Elaborare le immagini, come nel caso di Bixby del Samsung Galaxy S8.[27]

Alcuni assistenti virtuali sono accessibili in modo differente: su Google Allo tramite una chat apposita, mentre su Google Home tramite la propria voce. Per attivare un assistente virtuale, con la voce dovranno essere pronunciate una parola specifica o un insieme di parole, per esempio: "Hey Siri", "OK Google", "Alexa" e "Hey Microsoft". Gli assistenti elaborano il linguaggio naturale, per abbinare la voce o il testo dell'utente ai comandi eseguibili. L'apprendimento automatico viene svolto continuamente, per tenere sempre aggiornato l'assistente.

## Dispositivi integrati
Gli assistenti virtuali possono essere integrati in diversi tipi di piattaforme:
- Negli altoparlanti intelligenti come Amazon Echo, Google Home e Apple Homepod.
- Nelle applicazioni di messaggistica istantanea come M di Facebook (in Facebook Messenger).
- Nei sistemi operativi mobile come Siri di Apple sui dispositivi iOS o Blackberry Assistant sui dispositivi Blackberry OS, oppure nei sistemi operativi desktop come: Cortana su Microsoft Windows.
- In uno smartphone indipendente dal sistema operativo come Bixby sul Samsung Galaxy S8 e Samsung Galaxy Note 8.[30]
- Nelle piattaforme di messaggistica istantanea come assistenti aziendali Aerobot di Aeroméxico su Facebook Messenger, Wechat Secretary su WeChat.
- Nelle applicazioni di aziende specifiche come Dom di Domino's Pizza.[31]
- In elettrodomestici,[32] automobili[33] e dispositivi indossabili.[34]
- Assistenti virtuali primordiali operavano nei siti web come Ask Jenn di Alaska Airlines,[35] oppure su sistemi Interactive Voice Response come American Airlines IVR, sviluppato da Nuance Communications.[36]

## Servizi
Gli assistenti virtuali possono fornire di svariati servizi, tra cui:
- Fornire informazioni meteorologiche oppure articoli provenienti da Wikipedia o IMDb, impostare la sveglia o una lista della spesa.
- Riprodurre contenuti musicali da Spotify o Pandora Radio e audiolibri.[38]
- Riprodurre sul proprio televisore contenuti multimediali come video, serie televisive o film tramite Netflix o Prime Video.
- Assistere alle interazioni pubbliche per il governo.
- Sostituire gli esseri umani al supporto clienti.[39] In una ricerca condotta da Insurance & Technology dimostra che un assistente virtuale ha ridotto del 30% il carico di lavoro per un call center.[40]

### Commercio conversazionale
Il commercio conversazionale è una variante del commercio elettronico, con l'ausilio di vari metodi di messaggistica. Tra i vari metodi una web chat su siti web aziendali, oppure una chat incentrata su applicazioni di messaggistica istantanea come WeChat, Facebook Messenger o WhatsApp.

### Servizi di terze parti
Amazon offre un servizio chiamato Alexa Skills, una serie di funzioni specifiche che l'assistente virtuale è in grado di fare al proprio utente. Lo stesso tipo di servizio, viene offerto anche da Google Actions.

## Politica sulla privacy
Gli assistenti virtuali hanno molti problemi legati alla privacy. Alcune caratteristiche come l'attivazione vocale, che richiede che il dispositivo sia sempre in ascolto, compromettendo la propria privacy. Sono state proposte diverse metodologie per preservare la privacy altrui, quale il pulsante di sicurezza in modo da creare un'autenticazione a più strati per accedere agli assistenti virtuali.

### Assistente Google
Assistente Google non memorizza i dati dell'utente senza il suo consenso. Per salvare l'audio, bisogna attivare una funzione specifica. I file audio salvati vengono inviati al cloud e utilizzati da Google per migliorare l'Assistente Google, ma solo abilitando la funzione.

### Alexa
Alexa è in grado di ascoltare l'audio solamente quando viene attivata vocalmente, utilizzando la sua parola specifica (Alexa). La registrazione della conversazione dopo che viene attivata. La registrazione termina dopo 8 secondi di silenzio. Alexa invierà la conversazione registrata nel proprio cloud, è possibile eliminare la registrazione dal cloud dalle impostazioni di Alexa (in Privacy). È possibile impedire ad Alexa di ascoltare le conversazioni degli utenti usando la funzione "muto", dopo aver silenziato il dispositivo non potrà più registrare le conversazioni, anche dopo la parola chiave.

### Siri
Per migliorare Siri, Apple non utilizza la registrazione dell'audio ma bensì le trascrizioni. Vengono inviati solamente i dati ritenuti importanti per l'analisi, nel caso si chiedesse a Siri di leggere un messaggio, esso non verrà archiviato nel cloud. Gli utenti possono attivare e disattivare in qualsiasi momento l'invio delle trascrizioni.

## Interessi del consumatore
Gli assistenti virtuali sono un nuovo valore aggiunto alla Interfaccia uomo-macchina.

### Modalità di interazione
- La comunicazione vocale rappresenta l'intermediario tra l'uomo e la macchina:

1. In alcuni ambienti la voce è l'unico metodo comunicativo, ed è in grado di assistere alle persone disabili e cieche.
2. La voce è più efficiente rispetto a scrivere su una tastiera, nel primo caso è possibile raggiungere 200 parole al minuto, mentre con l'ausilio della tastiera è possibile raggiungere mediamente 60 parole al minuto. L'approccio nella lettura vocale è naturale e richiede meno sforzo (la lettura di un testo può raggiungere anche 700 parole al minuto).[53]

- Gli assistenti virtuali risparmiano molto tempo grazie all'automazione: possono fissare appuntamenti o leggere le notizie mentre il consumatore fa qualcos'altro. Tra le varie funzioni che un assistente virtuale offre, è presente anche quella di programmare eventuali incontri, contribuendo ad organizzare il tempo del consumatore. I nuovi progettisti digitali, hanno mostrato come gli assistenti virtuali programmino la vita altrui, utilizzando il loro tempo più efficientemente, grazie al rapporto equilibrato tra il tempo di lavoro e il tempo libero. Ad esempio, quando il consumatore programma una pausa, l'assistente lo pianificherà in un momento adatto, lo scopo primario dell'assistente virtuale consiste nel programmare e organizzare il tempo libero del consumatore, ai fini di essere produttivi nel lavoro.[54]

### Interessi percepiti

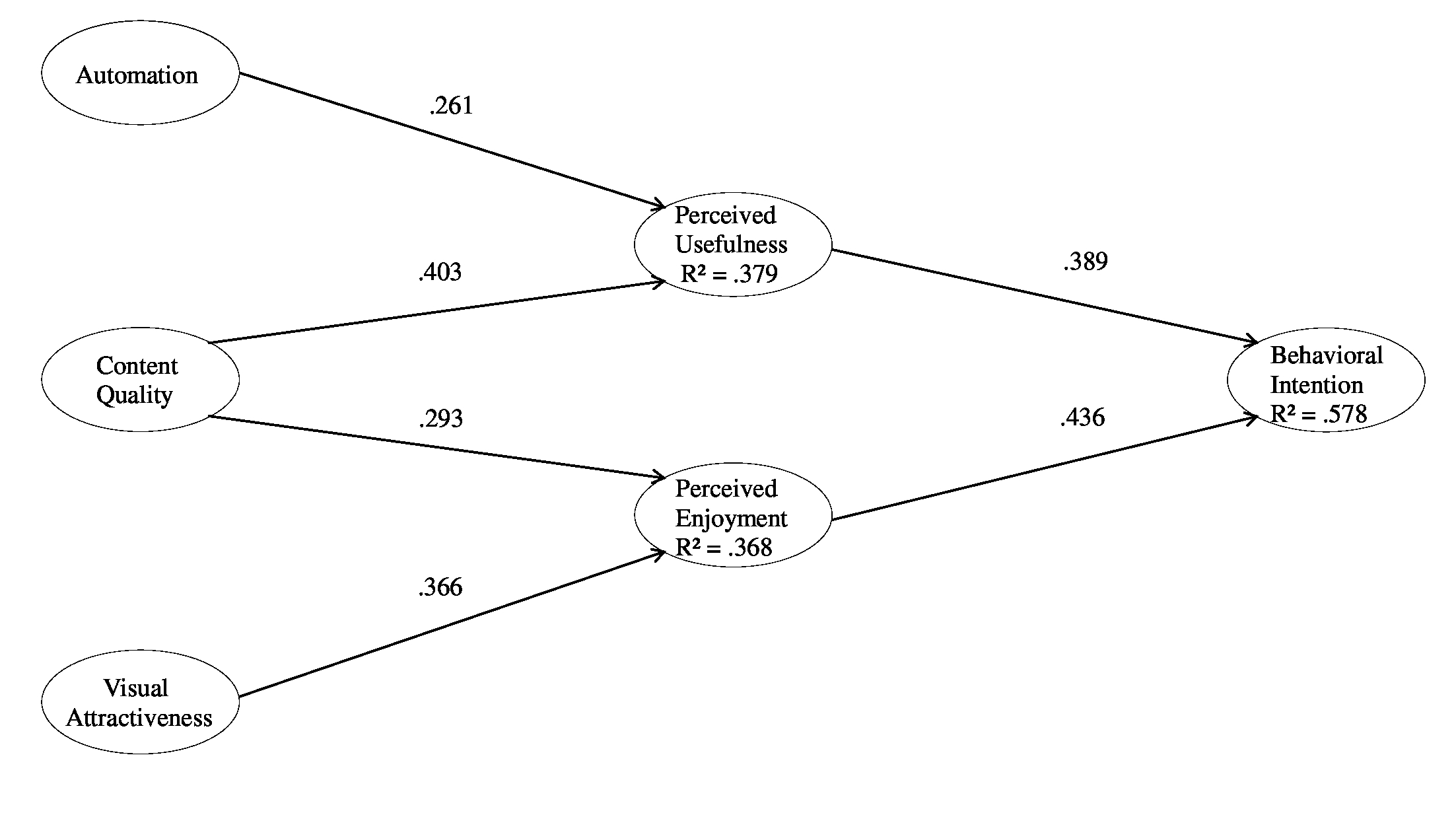
Grafico sintetizzato di uno studio che coglie le ragioni di interesse degli Assistenti virtuali per i consumatori.

Secondo uno studio recente, i due motivi che spingono i consumatori ad utilizzare gli assistenti virtuali sono l'utilità e il divertimento percepito da essi.
- Il primo risultato di questo studio ha dimostrato che l'utilità e il divertimento sono due fattori che influenzano maggiormente la volontà del consumatore nell'utilizzare o meno l'assistente virtuale.
- Nel secondo risultato, è venuto fuori che, anche il fascino visivo è uno dei fattori che influenzano il divertimento percepito, mentre l'automazione influenza l'utilità percepita.

Questa ricerca mostra quali fattori coinvolgono maggiormente l'integrazione degli assistenti virtuali da parte dei consumatori.

## Controversie
Gli assistenti virtuali sono in contraddizione con la bolla di filtraggio: nel caso dei social media, gli algoritmi degli assistenti vengono basati sulla selezione dei dati pertinenti, scartando quelli superflui, a seconda dell'attività svolta dal consumatore. Un dato pertinente è ciò che interessa o soddisfa il consumatore. Di conseguenza, l'assistente virtuale viene isolato dal resto degli altri dati, nella sua bolla intellettuale la quale però rafforza le proprie opinioni. Questo tipo di fenomeno prende il nome di fake news (notizie false) e camere d'eco.

### Implicazioni etiche
Gli assistenti virtuali talvolta vengono criticati per essere sopravvalutati. Secondo Antonio Casilli, professore francese di Sociologia ritiene che l'intelligenza artificiale degli assistenti virtuali non sia né intelligente e né artificiale per due motivi:
1. Non è intelligente perché tutte le funzioni che sono capaci di fare sono di supporto all'essere umano, sono compiti che anche un umano riuscirebbe a compiere facilmente e sono limitati da azioni del tipo: trovare e presentare delle informazioni, offerte o documenti all'utente. Gli assistenti virtuali non avendo una propria autonomia non saranno in grado di anticipare i tempi.
2. Non è artificiale, perché risulterebbe impossibile senza l'approvazione da persone umane tramite l'ausilio del micro lavoro.[57]

L'intelligenza artificiale degli assistenti viene addestrata attraverso le reti neurali artificiali, che richiedono una massiva quantità di dati etichettati. In teoria i dati devono essere etichettati attraverso un processo umano, chiamato comunemente micro lavoro.

## Piattaforme di sviluppo
Le piattaforme di sviluppo per gli assistenti virtuali più conosciute sono:
- Amazon, offre per il suo assistente, un servizio chiamato Amazon Lex disponibile agli sviluppatori a partire da aprile 2017. Il servizio combina l'Elaborazione del linguaggio naturale e il riconoscimento vocale automatico.[58]
- Google invece per il proprio assistente offre un servizio chiamato "Actions on Google", che sfrutta il linguaggio Dialogflow.[59]
- Apple, per il proprio assistente offre un servizio chiamato SiriKit, dedicato agli sviluppatori per creare le estensioni per Siri.
- IBM, per il suo assistente virtuale (Watson), viene erroneamente associato ad un assistente virtuale ma in realtà è molto di più del semplice assistente, infatti in realtà è un sistema di intelligenza artificiale che funge da community per assistenti virtuali, chat bot e altre intelligenze artificiali e virtuali.[60][61]

### Generazioni precedenti
Nelle generazioni precedenti, gli assistenti virtuali erano basati su una chat testuale, l'assistente veniva rappresentato da un avatar (un personaggio interattivo online).

## Rilevanza economica

### Per i consumatori
Le esperienze digitali rese possibili dagli assistenti virtuali vengono considerate tra i maggiori progressi tecnologici recenti e sono anche tra i 5 trend dei consumatori più promettenti degli ultimi anni. Gli esperti del settore sostengono che le esperienze digitali raggiungeranno uno status comparabile a quello delle esperienze reali, possibilmente potrebbero divenire anche più ricercate e apprezzate dai consumatori. A metà 2017, il numero di utenti che utilizzano in frequenza gli assistenti virtuali è stimato a circa 1 miliardo in tutto il mondo. È possibile notare che gli assistenti virtuali non sono più limitati alle applicazioni per smartphone, ma sono diffusi anche in altri settori come l'industria automobilistica, la telecomunicazione, la vendita al dettaglio, l'assistenza sanitaria e l'educazione. Di fronte alle notevoli spese di ricerca e sviluppo delle aziende di tutti i settori e con la crescente diffusione dei dispositivi mobile, il mercato tecnologico riguardante i dispositivi con integrato il riconoscimento vocale, è prevista una crescita esponenziale dell'utilizzo di tale dispositivo del 34.9% a livello mondiale, in un periodo compreso tra il 2016 e il 2024, ipotizzando un valore complessivo del mercato globale equivalente a 7,5 miliardi di dollari entro il 2024. Secondo una ricerca condotta da Ovum, gli assistenti virtuali installati nei vari dispositivi, supereranno la popolazione mondiale entro il 2021, raggiungendo una quota complessiva di 7,5 miliardi di assistenti virtuali. Ovum riporta inoltre che dal momento attuale in cui Google Assistente sta dominando il mercato del riconoscimento vocale, con una quota di mercato del 23.3%, Samsungs Bixby con 14.5%, Siri con 13.1%, Amazon Alexa 3.9% e Cortana con 2.3%.

### Per le imprese
Gli assistenti virtuali oltre ad essere un gadget per i consumatori, possono offrire un servizio non indifferente per le imprese. Ad esempio, un assistente virtuale è prontamente disponibile con una vasta conoscenza enciclopedica a rispondere all'utente. Tra le sue funzionalità, può organizzare incontri, controllare l'inventario o verificare documenti aziendali. Gli assistenti virtuali grazie alla loro diffusione rapida nelle piccole e medie imprese, rappresentano un piccolo passo verso un adattamento globale, grazie anche all'uso di Internet delle cose, una tecnologia percepita dalle imprese medie e piccole come un passo verso il futuro ma attualmente è troppo complicata, rischiosa e costosa da praticare abitualmente.

## Sicurezza
A maggio 2018, alcuni ricercatori dell'Università della California - Berkeley, pubblicarono un articolo in cui mostravano dei comandi audio non rilevabili dall'orecchio umano nascosti in un brano musicale oppure in un testo vocale, per risolvere questo tipo di problema manipolarono un assistente virtuale in modo che potesse eseguire alcune azioni senza che l'utente ne prendesse nota. I ricercatori apportarono delle piccole modifiche ai file sonori, cancellando gli schemi sonori che il sistema del riconoscimento vocale andava a rilevare. Questa modifica fu implementata nel 2016, negli assistenti virtuali di Apple, Amazon e Google.
Oltre alla registrazione vocale, un'altra falla presente nella sicurezza degli assistenti virtuali sono i comandi vocali dannosi. Ad esempio, l'utente può chiedere di sbloccare una serratura elettronica di una porta, violando il domicilio altrui senza avere una conoscenza specifica da parte dell'utente. In alcuni assistenti virtuali esiste però un blocco per impedire le azioni illegali, ma rimanere comunque difficile per il sistema identificare con precisione le diverse voci umane.